# 中國軍用票
中國軍用票，是中華民國初年各軍閥發行的軍用票，尤以北洋政府时期最為氾濫，軍用票是在戰爭或者軍事狀態下發行的一種特殊紙幣，其發行目的多為籌措軍費或者解決戰事財政問題。軍用票多由軍政機關發行，在一定地區和特殊的時期強制流通，並且大多數軍用票並沒有準備金，到頭來往往難以兌現，造成惡性通貨膨脹。